# Ілюстрована хроніка

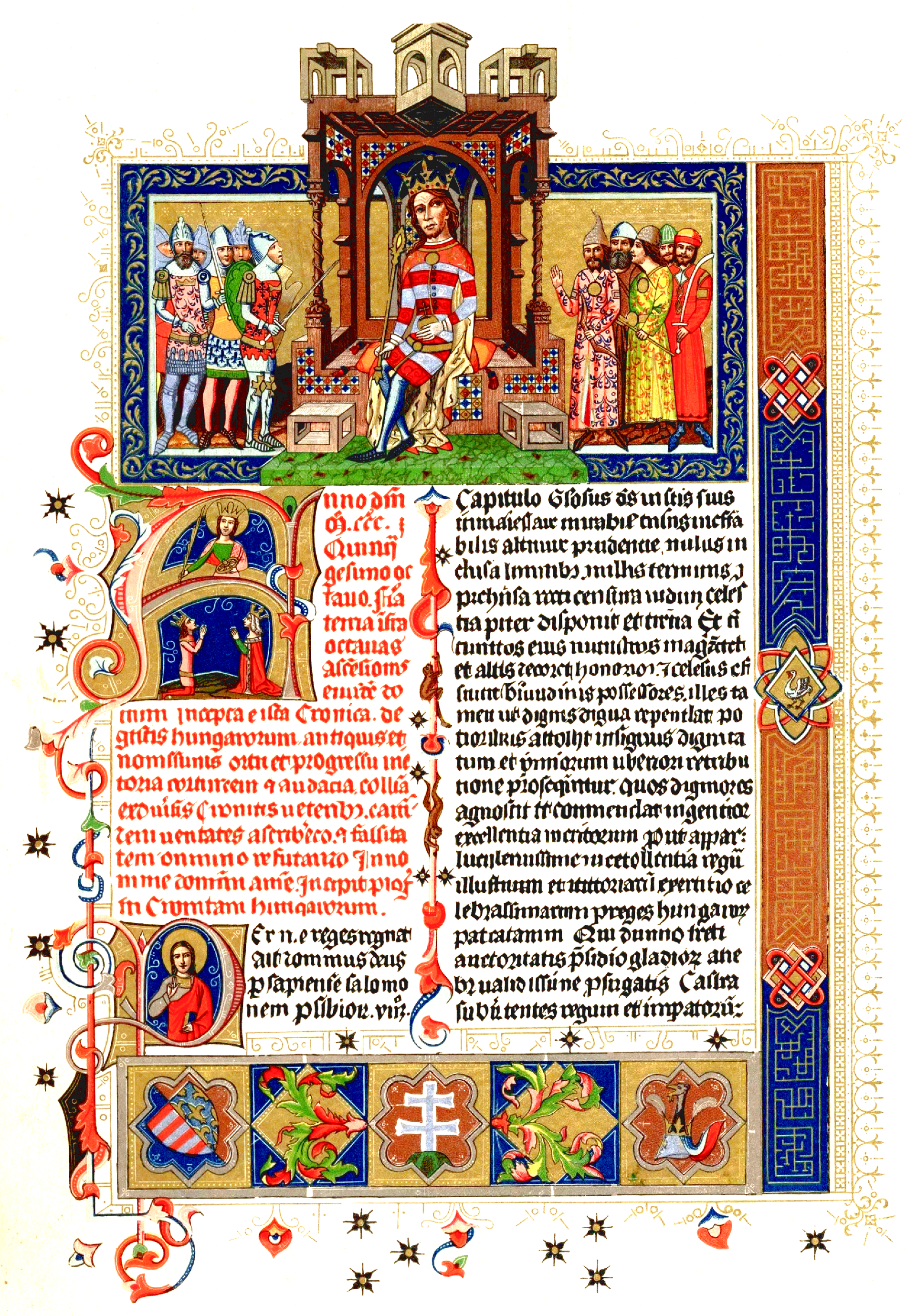
Перша сторінка хроніки

Ілюстро́вана хро́ніка (лат. Chronicon pictum, Marci de Kalt, Chronica de gestis Hungarorum) — середньовічна угорська хроніка, яка ймовірно була написана Марком Калтським, священиком костелу Святого Петра в місті Буда. 
Найкраща угорська середньовічна хроніка, яка відома своїми ілюстраціями (147 мініатюр), звідти і її назва — ілюстрована хроніка. Мініатюри є чудовим джерелом інформації про життя, одяг та звичаї середньовічної Угорщини. Хроніка описує легендарне походження та середньовічну історію угорців до XIV ст., до панування Карла І Роберта. Хроніку створено 1360 року за правління Людвіка I Великого.
З невідомих причин хроніка знаходилася у Відні, де була знайдена у XIX ст. 1933 року її було перевезено до Будапешту, де вона зараз зберігається у Національній бібліотеці імені Ференца Сечені.

## Галерея

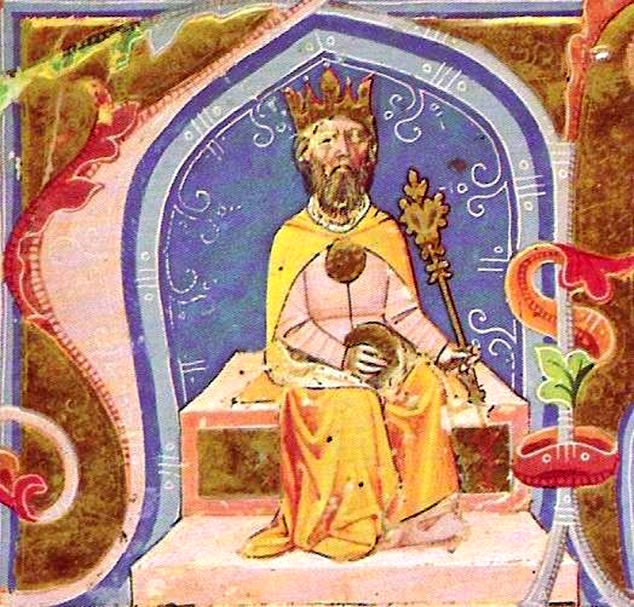
Аттила
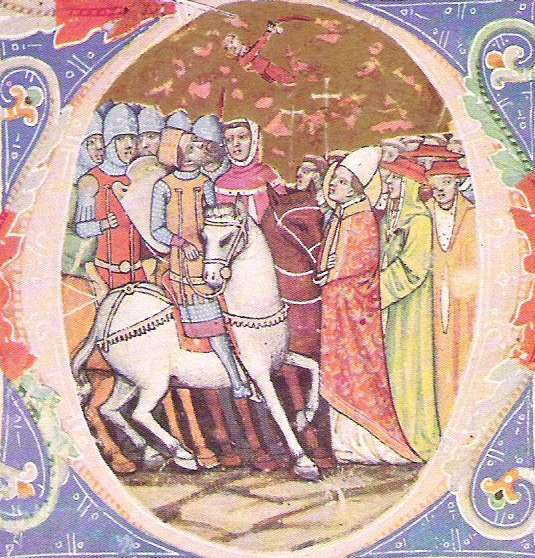
Аттила зустрічає папу Лева I
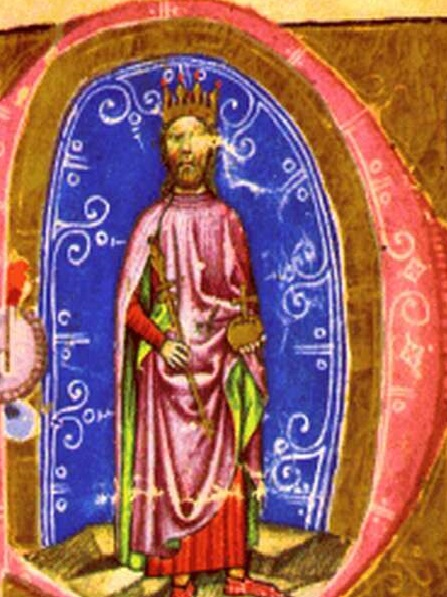
Бела IV
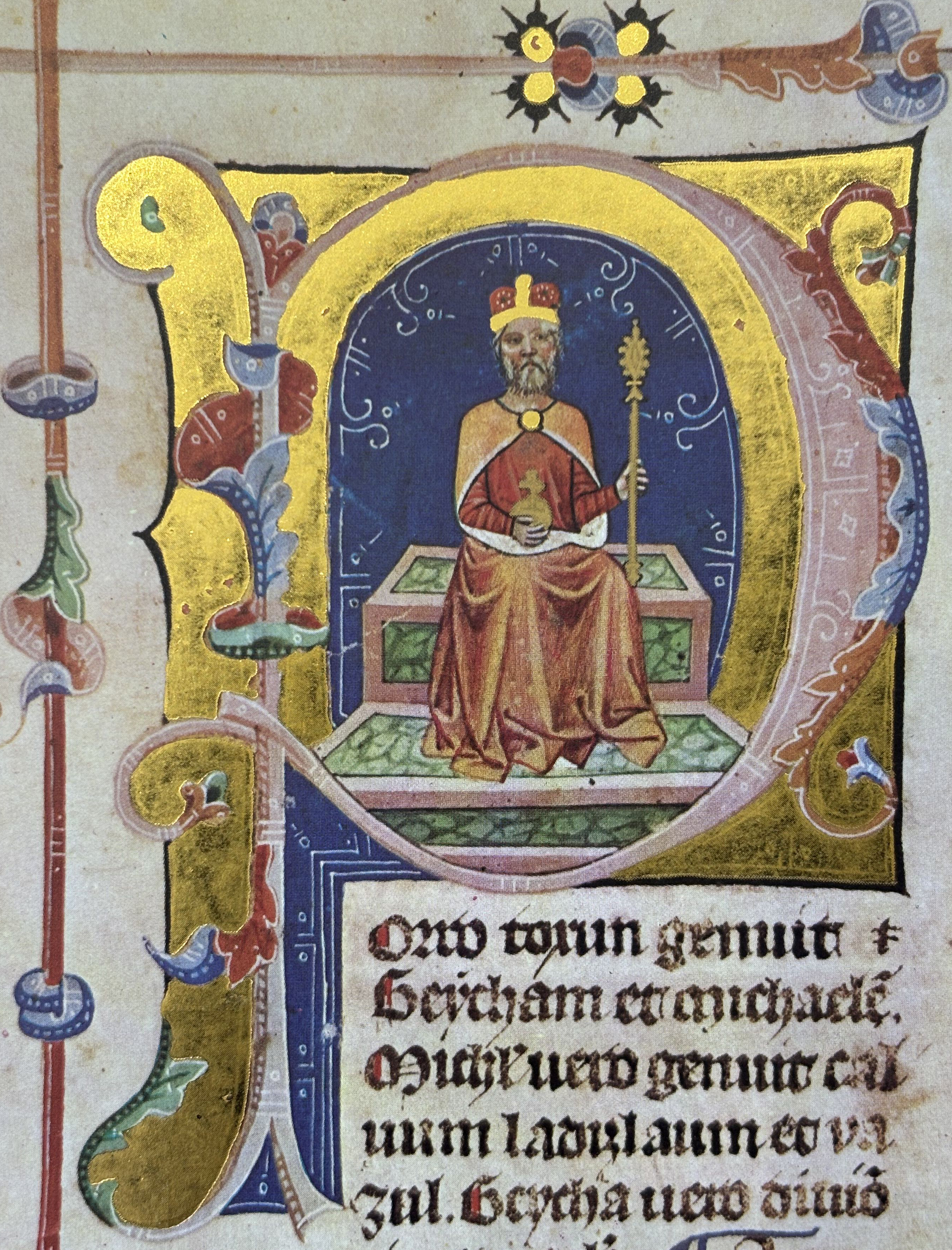
Геза
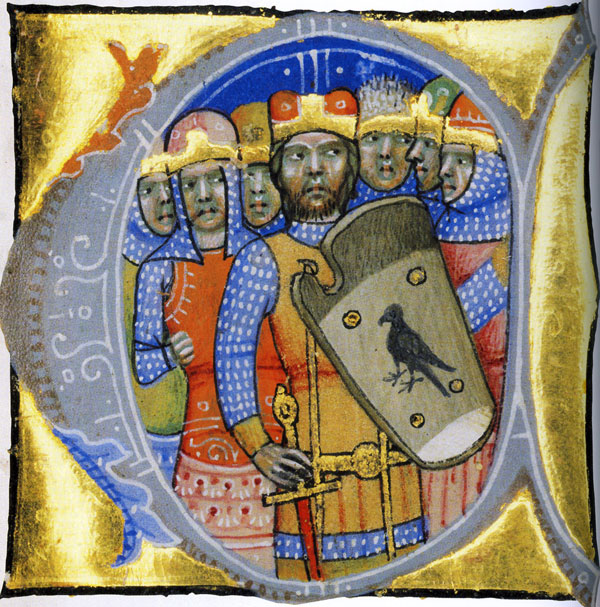
Сім капітанів
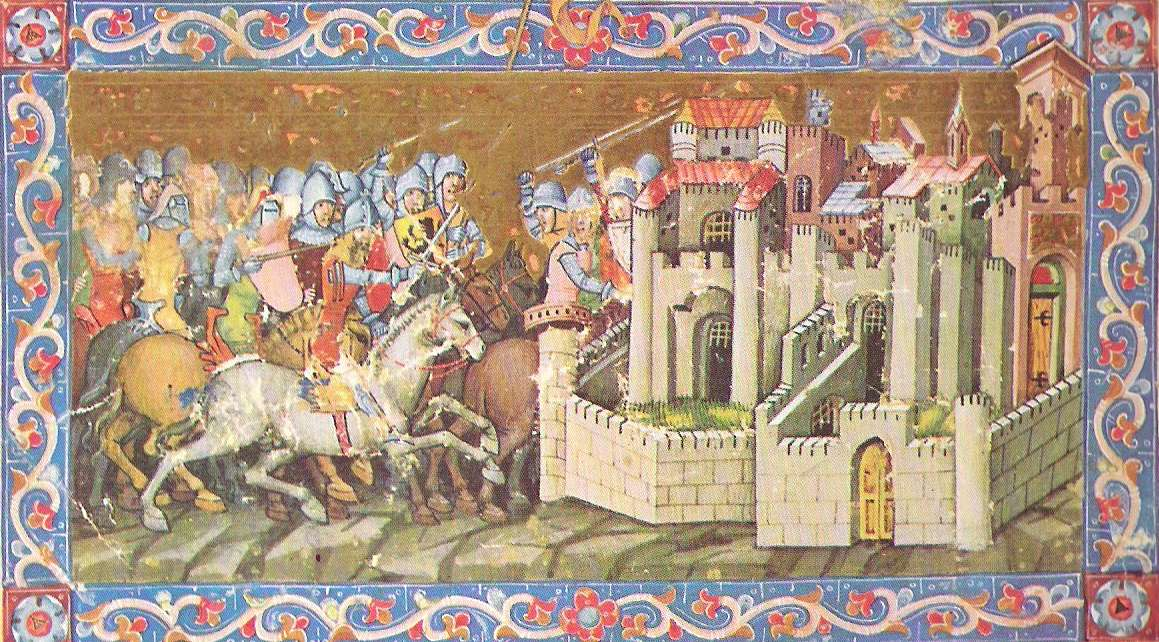
Облога гуннами Аквілеї
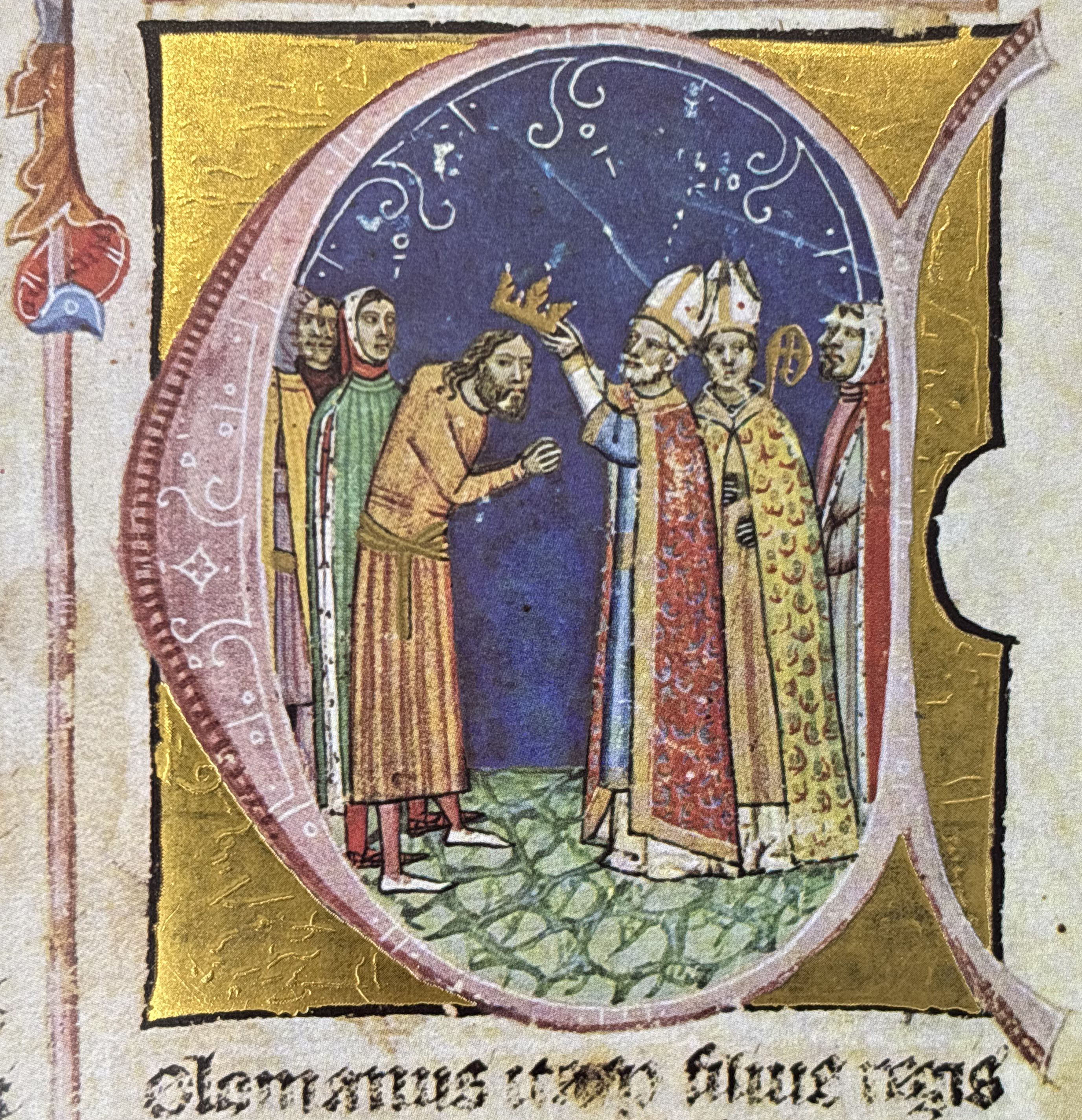
Коломан I
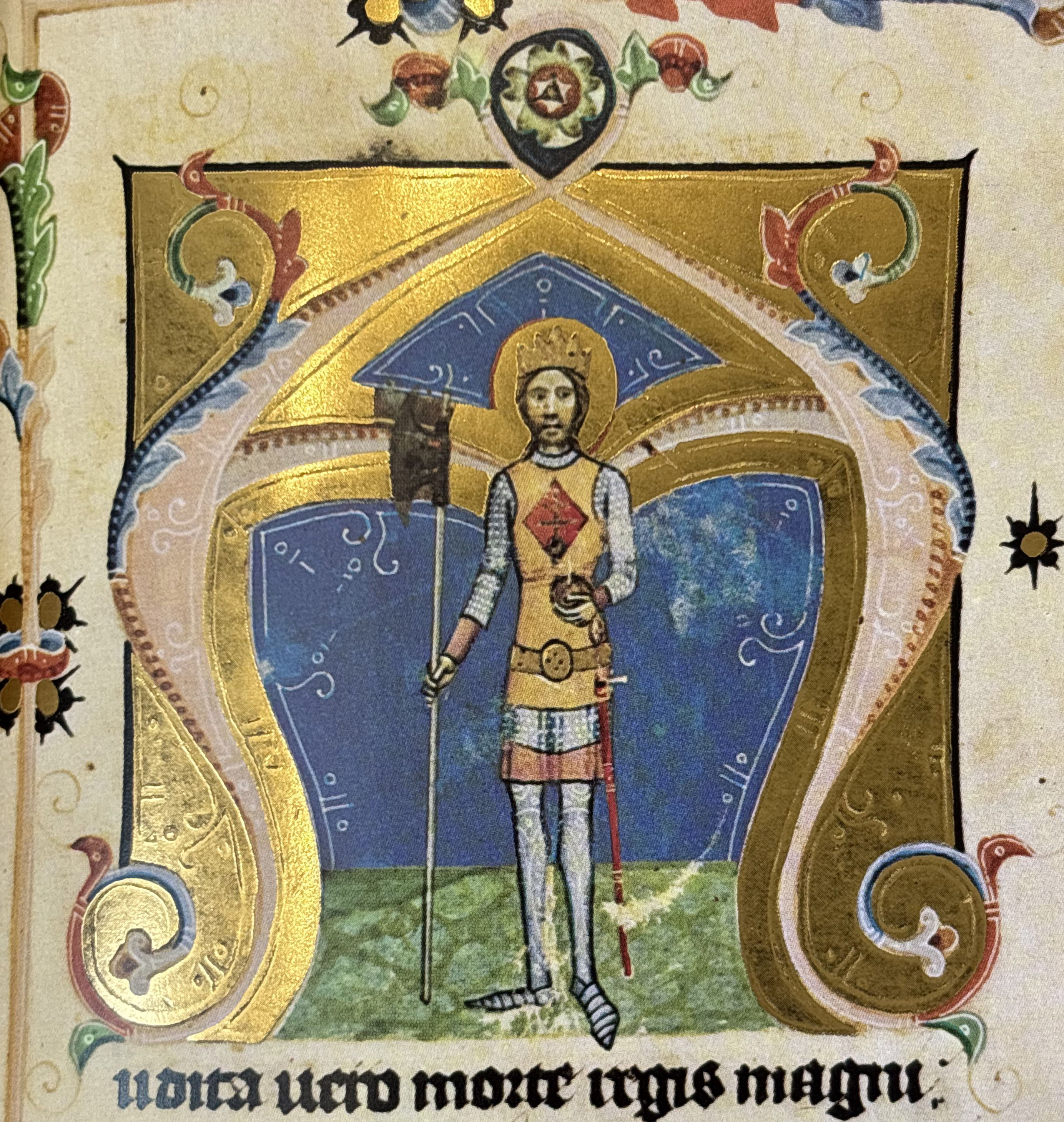
Владислав I Святий
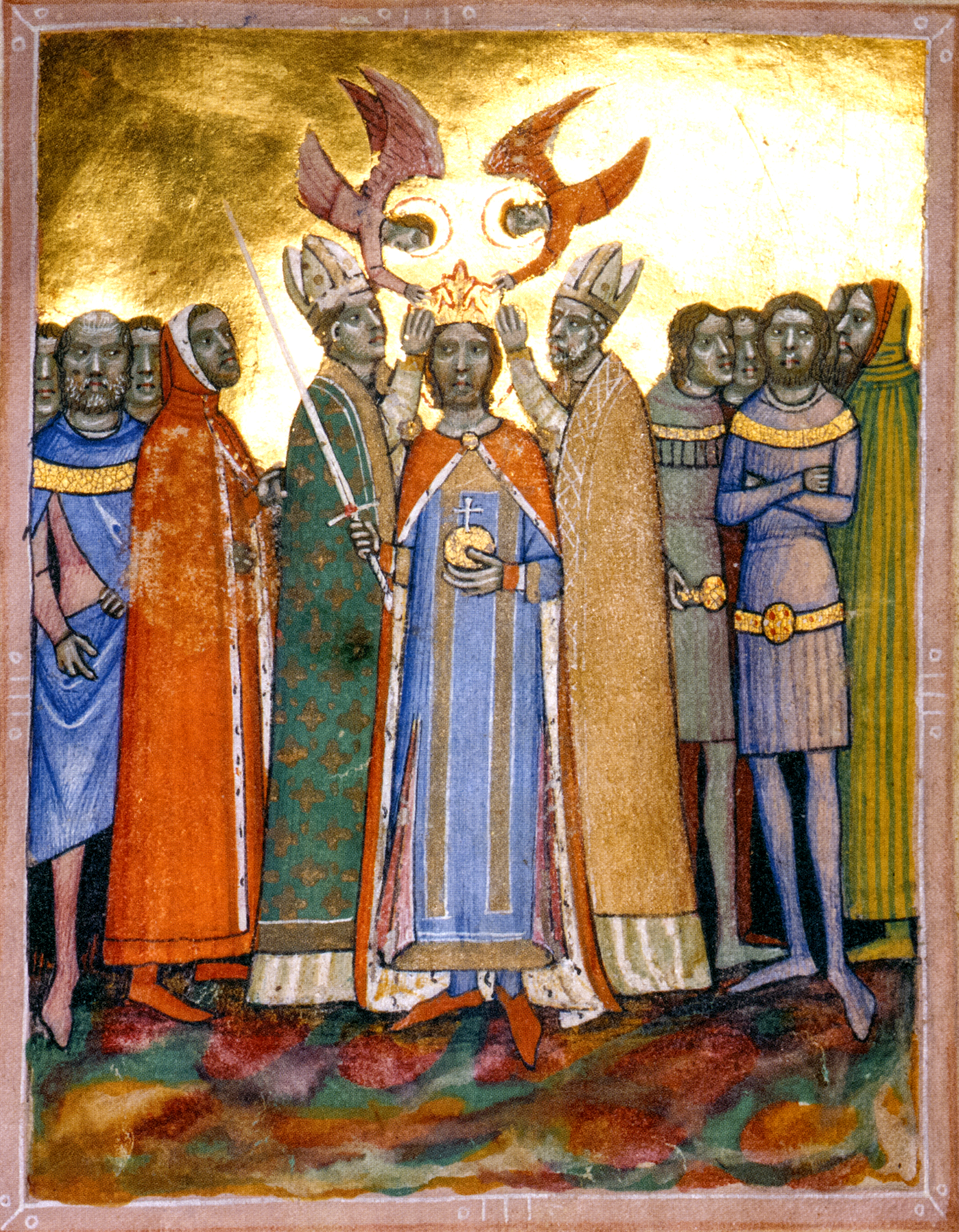
Коронація Владислава I
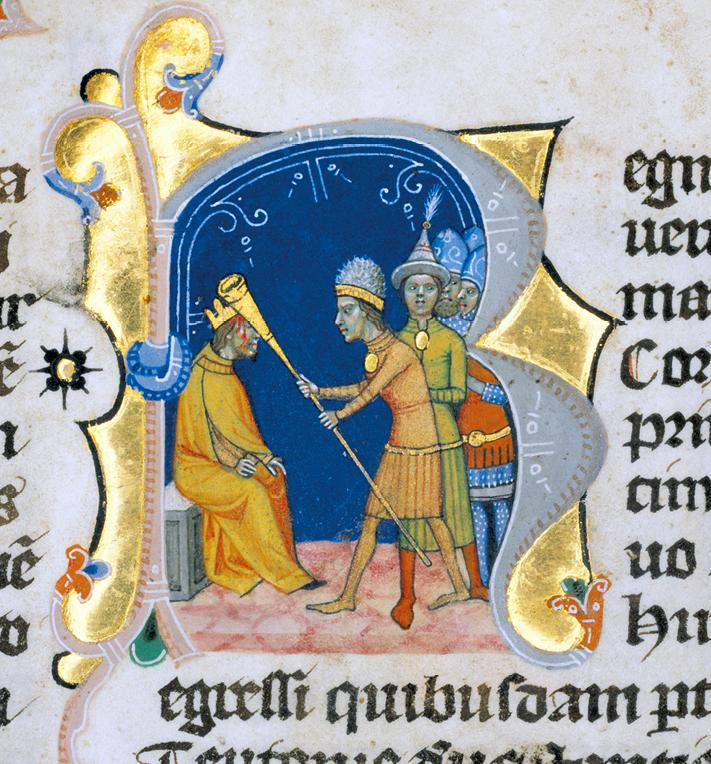
Лел
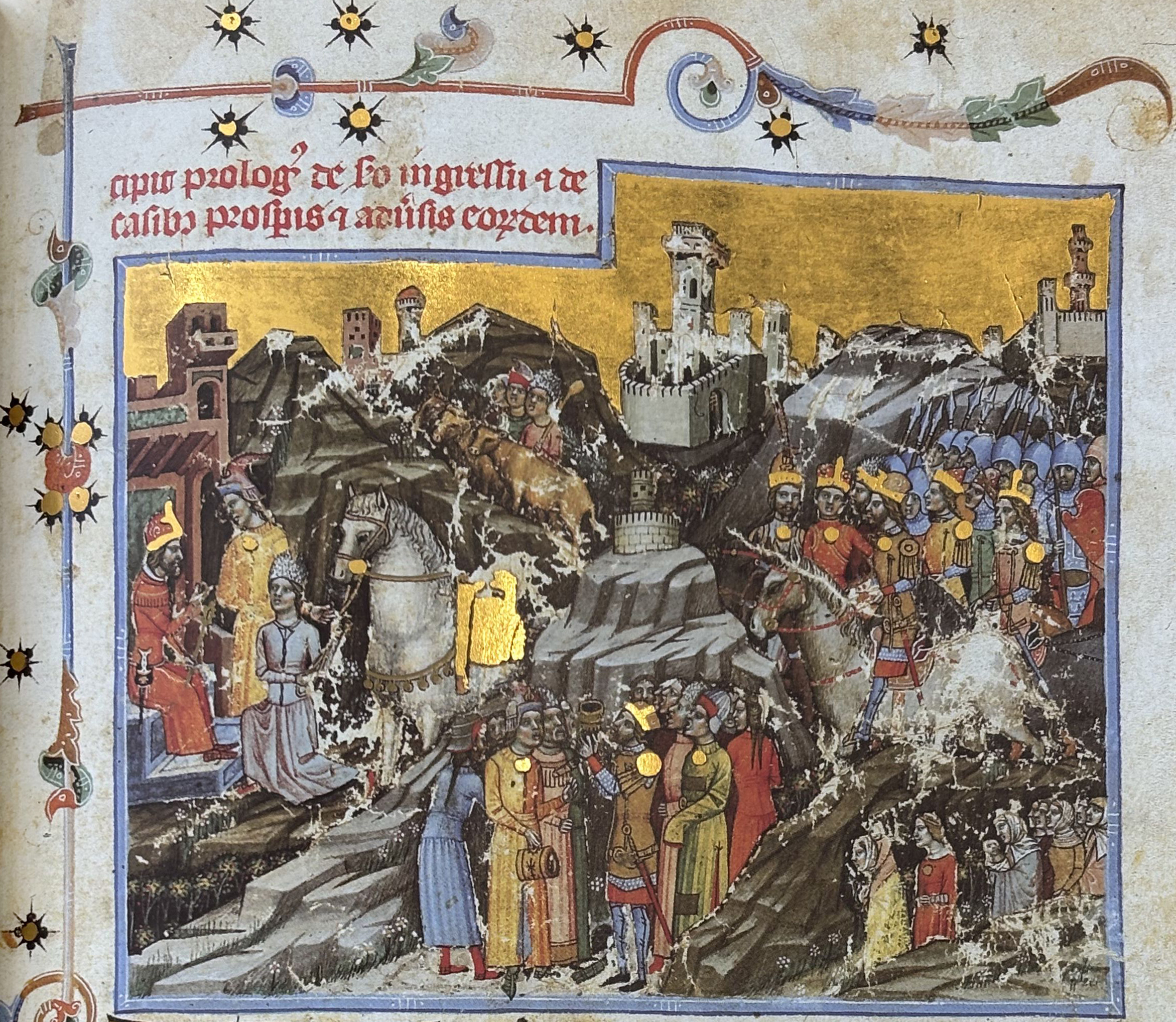
Інвазія угорців
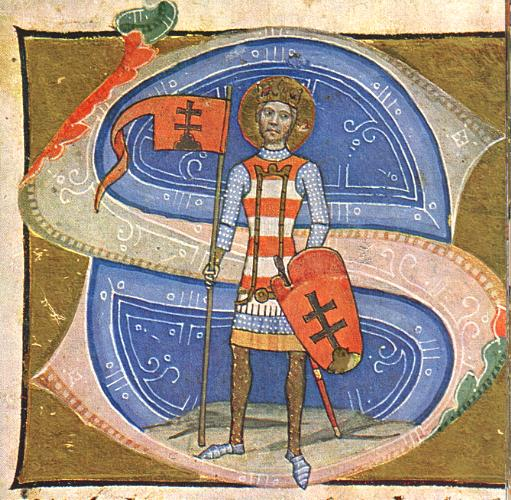
Стефан I Святий
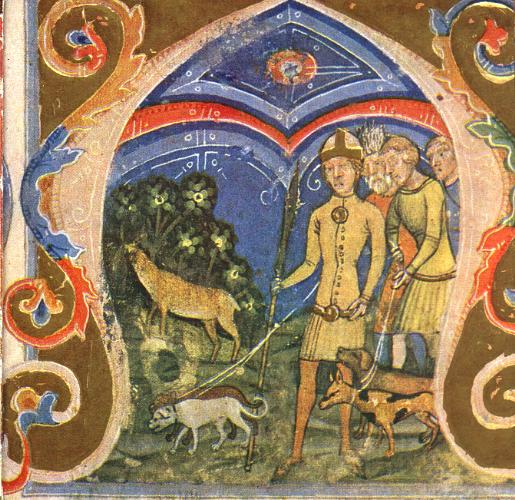
Гунор і Магор (угорська легенда)